# Fissarena longipes
Fissarena longipes är en spindelart som först beskrevs av Henry Roughton Hogg 1896.  Fissarena longipes ingår i släktet Fissarena och familjen Trochanteriidae.
Artens utbredningsområde är Northern Territory, Australien. Inga underarter finns listade i Catalogue of Life.